# Hear in the Now Frontier
Hear in the Now Frontier är det amerikanska progressiv metal-bandet Queensrÿches sjätte studioalbum. Albumet släpptes den 25 mars 1997 av skivbolaget EMI. Hear in the Now Frontier spelades delvis in i Studio Litho i Seattle, hem-studion till Pearl Jam-gitarristen Stone Gossard. Albumet återutgavs 2003 med bonusspår.

## Låtförteckning
1. "Sign of the Times" (Chris DeGarmo) – 3:36
2. "Cuckoo's Nest" (DeGarmo) – 4:00
3. "Get a Life" (DeGarmo, Geoff Tate) – 3:40
4. "The Voice Inside" (DeGarmo) – 3:53
5. "Some People Fly" (DeGarmo, Tate) – 5:18
6. "Saved" (DeGarmo, Tate) – 4:09
7. "You" (DeGarmo, Tate) – 3:57
8. "Hero" (DeGarmo) – 5:26
9. "Miles Away" (DeGarmo) – 4:34
10. "Reach" (Tate, Michael Wilton) – 3:33
11. "All I Want" (DeGarmo) – 4:07
12. "Hit the Black" (DeGarmo, Eddie Jackson) – 3:36
13. "Anytime / Anywhere" (DeGarmo, Jackson, Tate) – 2:57
14. "sp00L" (DeGarmo, Tate) – 4:56

## Medverkande
Queensrÿche-medlemmar
- Geoff Tate – sång
- Chris DeGarmo – gitarr, sång (spår 11)
- Michael Wilton – gitarr
- Eddie Jackson – basgitarr
- Scott Rockenfield – trummor

Bidragande musiker
- Steve Nathan – keyboard (spår 14)
- David Ragsdale – violin
- Matt Rollings – piano (spår 11), keyboard (spår 14)

Produktion
- Peter Collins – producent
- Toby Wright, Matt Bayles, Adam Hatley – ljudtekniker, ljudmix
- Steve Marcussen – mastering
- Hugh Syme – omslagskonst
- Don C. Tyler – digital redigering